# Brooke Lynn Hytes
Brock Hayhoe, plus connu sous le nom de scène Brooke Lynn Hytes, est une drag queen et personnalité télévisée canadienne, danseur classique et artiste principalement connue pour avoir participé à la onzième saison de RuPaul's Drag Race, et comme présentatrice de la compétition de télé-réalité Canada's Drag Race.

## Jeunesse
Brock Hayhoe naît le 10 mars 1986 à Toronto, dans la province de l'Ontario, au Canada. Il obtient son diplôme à l'Académie d'arts d'Etobicoke. À quinze ans, il intègre l'école du Ballet national du Canada pendant cinq ans.

## Carrière
À vingt ans, Brooke Lynn Hytes s'installe en Afrique du Sud et intègre le Ballet du Cap,.  Plus tard, elle s'installe à New York et intègre Les Ballets Trockadero de Monte Carlo,,.
En 2014, Brooke Lynn Hytes remporte le concours de beauté Miss Continental.
Le 24 janvier 2019, Brooke Lynn Hytes est annoncée comme l'une des quinze candidates participant à la onzième saison de RuPaul's Drag Race. Après trois victoires lors de la compétition,,, elle est éliminée lors de la finale par Yvie Oddly, gagnante de la saison, et se place donc seconde.
En juin 2019, Brooke Lynn Hytes est l'une des trente-sept drag queens à apparaître sur la couverture du magazine New York.
Le 15 août 2019, Brooke Lynn Hytes performe lors de l'évènement Drag Race Superstars au parc des Faubourgs à Montréal.
Le 26 septembre 2019, elle est annoncée comme l'une des présentatrices de Canada's Drag Race, devenant alors la première candidate de la franchise Drag Race à apparaître dans le panel de jurés..
Le 25 mars 2021, Brooke Lynn Hytes sort un single nommé Queen of the North en téléchargement numérique avec la participation de Priyanka.

## Vie privée
Brock Hayhoe a vécu à Nashville, dans le Tennessee, avant sa participation à RuPaul's Drag Race, et s'est depuis installé à Los Angeles, en Californie.
Il fait son coming out à dix-huit ans. Sa drag family est composée de Farra N. Hytes et de Heaven Lee Hytes,.

## Filmographie

### Films
| Année | Titre | Rôles      | Notes | Ref.   |
| ----- | ----- | ---------- | ----- | ------ |
| 2014  | Seek  | Drag queen | —     | [ 23 ] |

### Clips vidéos
| Année | Titre                               | Artiste(s)                                                | Rôle      |
| ----- | ----------------------------------- | --------------------------------------------------------- | --------- |
| 2016  | "Receiver"                          | Ice Cream                                                 | Elle-même |
| 2020  | "Good as Hell (Brazilian version)"  | Lizzo                                                     | Elle-même |
| 2020  | “Always (Drag Star Official Video)” | George Michael, Mary J. Blige, Waze & Odyssey, Tommy Theo | Elle-même |
| 2020  | “Hype”                              | Yvie Oddly (feat. Vanessa Vanjie Mateo)                   | Elle-même |
| 2021  | "Queen of the North"                | Priyanka                                                  | Elle-même |

### Télévision
| Année | Titre                        | Rôle      | Notes                                               |
| ----- | ---------------------------- | --------- | --------------------------------------------------- |
| 2015  | OUTspoken Biography          | Elle-même | Épisode « Snow Queen: An Exposé of Drag in Canada » |
| 2018  | Ozzy & Jack's World Detour   | Elle-même | Épisode « Grand Ole Osbournes »                     |
| 2019  | RuPaul's Drag Race           | Elle-même | Candidate — Seconde                                 |
| 2019  | RuPaul's Drag Race: Untucked | Elle-même | Saison 11                                           |
| 2020  | Canada's Drag Race           | Elle-même | Juge principal                                      |

### Web-séries
| Année | Titre                  | Rôle      | Notes                        | Ref.   |
| ----- | ---------------------- | --------- | ---------------------------- | ------ |
| 2016  | US of Aurora           | Elle-même | 4 épisodes                   | [ 24 ] |
| 2019  | Follow Me              | Elle-même | Épisode « Mayhem Miller »    | [ 25 ] |
| 2019  | Whatcha Packin’        | Elle-même | Invitée                      | [ 26 ] |
| 2019  | Countdown to the Crown | Elle-même | Saison 11                    | [ 27 ] |
| 2019  | Queen to Queen         | Elle-même | Avec Yvie Oddly et Nina West | [ 28 ] |
| 2019  | Ca$tmate$ For Ca$h     | Elle-même | Avec A’keria C. Davenport    | [ 29 ] |